# Chmelná (Sušice)
Chmelná ist ein Ortsteil der Stadt Sušice im Bezirk Klatovy, bestehend aus den Dörfern Malá Chmelná und Velká Chmelná.

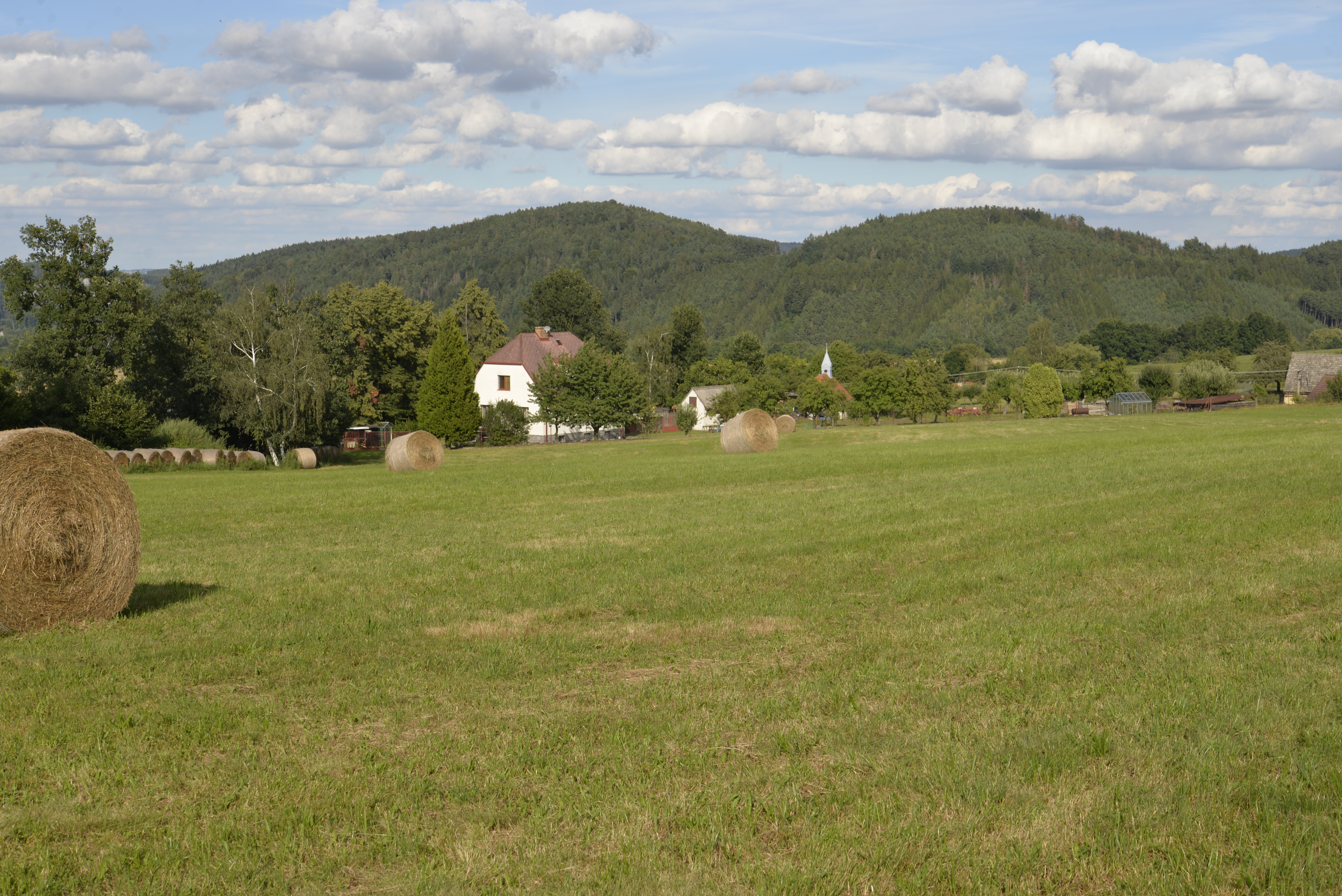
Velká Chmelná

## Lage
Chmelná liegt etwa vier Kilometer nordöstlich von Sušice. Hier verläuft die Straße II/171. Chmelná liegt im Katastralgebiet von Malá Chmelná mit einer Fläche von 0,9 km² und Velká Chmelná mit einer Fläche von 3,62 km². Circa 7 km nordöstlich befindet sich die größte Burgruine in Böhmen, die Burg Rabi in der Gemeinde Rabí.

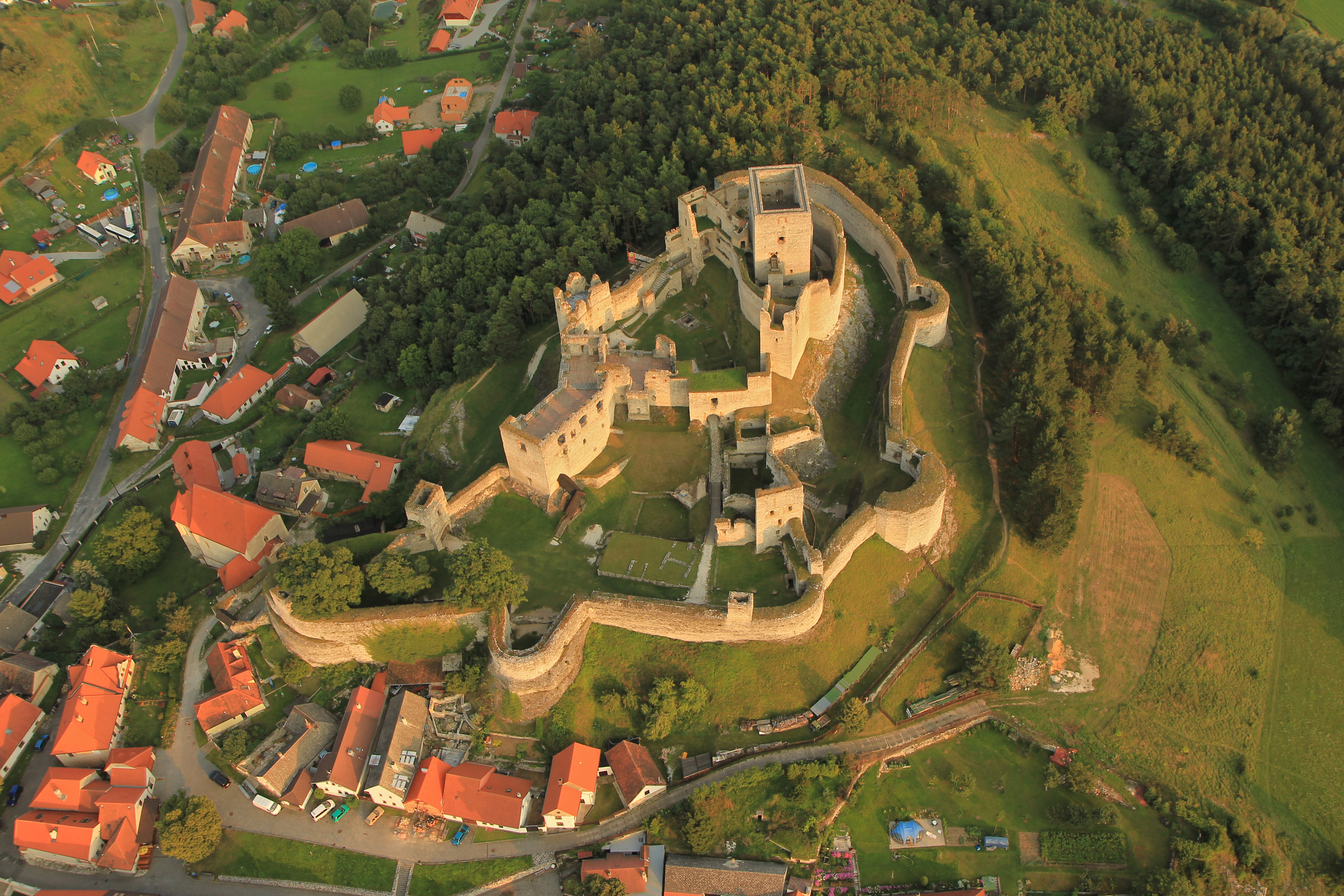
Burg Rabí 7 km nordöstlich von Chmelná

## Historie
Die erste urkundliche Erwähnung des Dorfes Chmelná stammt aus dem Jahr 1584.
In der Zeit der deutschen Besetzung von 1939 bis 1945 war die Bezeichnung des Ortes Chmelná Hopfendorf.